# Episodi di Crown Court (sesta stagione)
La sesta stagione della serie televisiva Crown Court è stata trasmessa in anteprima nel Regno Unito dalla Independent Television tra il 4 gennaio 1977 e il 22 dicembre 1977.
| nº | Titolo originale                    | Titolo italiano | Prima TV UK      | Prima TV Italia |
| -- | ----------------------------------- | --------------- | ---------------- | --------------- |
| 1  | Beauty and the Beast (Part 1)       |                 | 4 gennaio 1977   |                 |
| 2  | Beauty and the Beast (Part 2)       |                 | 5 gennaio 1977   |                 |
| 3  | Beauty and the Beast (Part 3)       |                 | 6 gennaio 1977   |                 |
| 4  | Home Sweet Home (Part 1)            |                 | 25 gennaio 1977  |                 |
| 5  | Home Sweet Home (Part 2)            |                 | 26 gennaio 1977  |                 |
| 6  | Home Sweet Home (Part 3)            |                 | 27 gennaio 1977  |                 |
| 7  | Loved Ones (Part 1)                 |                 | 1º febbraio 1977 |                 |
| 8  | Loved Ones (Part 2)                 |                 | 2 febbraio 1977  |                 |
| 9  | Loved Ones (Part 3)                 |                 | 3 febbraio 1977  |                 |
| 10 | We Are the Champions (Part 1)       |                 | 8 febbraio 1977  |                 |
| 11 | We Are the Champions (Part 2)       |                 | 9 febbraio 1977  |                 |
| 12 | We Are the Champions (Part 3)       |                 | 10 febbraio 1977 |                 |
| 13 | A Ladies' Man (Part 1)              |                 | 15 febbraio 1977 |                 |
| 14 | A Ladies' Man (Part 2)              |                 | 16 febbraio 1977 |                 |
| 15 | A Ladies' Man (Part 3)              |                 | 17 febbraio 1977 |                 |
| 16 | A Matter of Faith (Part 1)          |                 | 22 febbraio 1977 |                 |
| 17 | A Matter of Faith (Part 2)          |                 | 23 febbraio 1977 |                 |
| 18 | A Matter of Faith (Part 3)          |                 | 24 febbraio 1977 |                 |
| 19 | Crime Passionel (Part 1)            |                 | 1º marzo 1977    |                 |
| 20 | Crime Passionel (Part 2)            |                 | 2 marzo 1977     |                 |
| 21 | Crime Passionel (Part 3)            |                 | 3 marzo 1977     |                 |
| 22 | A Swinging Couple (Part 1)          |                 | 8 marzo 1977     |                 |
| 23 | A Swinging Couple (Part 2)          |                 | 9 marzo 1977     |                 |
| 24 | A Swinging Couple (Part 3)          |                 | 10 marzo 1977    |                 |
| 25 | One for the Road (Part 1)           |                 | 15 marzo 1977    |                 |
| 26 | One for the Road (Part 2)           |                 | 16 marzo 1977    |                 |
| 27 | One for the Road (Part 3)           |                 | 17 marzo 1977    |                 |
| 28 | Such a Charming Man (Part 1)        |                 | 22 marzo 1977    |                 |
| 29 | Such a Charming Man (Part 2)        |                 | 23 marzo 1977    |                 |
| 30 | Such a Charming Man (Part 3)        |                 | 24 marzo 1977    |                 |
| 31 | A Sheep in Wolf's Clothing (Part 1) |                 | 29 marzo 1977    |                 |
| 32 | A Sheep in Wolf's Clothing (Part 2) |                 | 30 marzo 1977    |                 |
| 33 | A Sheep in Wolf's Clothing (Part 3) |                 | 31 marzo 1977    |                 |
| 34 | The Family Business (Part 1)        |                 | 5 aprile 1977    |                 |
| 35 | The Family Business (Part 2)        |                 | 6 aprile 1977    |                 |
| 36 | The Family Business (Part 3)        |                 | 7 aprile 1977    |                 |
| 37 | A Pocketful of Pills (Part 1)       |                 | 18 ottobre 1977  |                 |
| 38 | A Pocketful of Pills (Part 2)       |                 | 19 ottobre 1977  |                 |
| 39 | A Pocketful of Pills (Part 3)       |                 | 20 ottobre 1977  |                 |
| 40 | Capers Among the Catacombs (Part 1) |                 | 25 ottobre 1977  |                 |
| 41 | Capers Among the Catacombs (Part 2) |                 | 26 ottobre 1977  |                 |
| 42 | Capers Among the Catacombs (Part 3) |                 | 27 ottobre 1977  |                 |
| 43 | Kiss and Tell (Part 1)              |                 | 1º novembre 1977 |                 |
| 44 | Kiss and Tell (Part 2)              |                 | 2 novembre 1977  |                 |
| 45 | Kiss and Tell (Part 3)              |                 | 3 novembre 1977  |                 |
| 46 | Down Will Come Baby (Part 1)        |                 | 8 novembre 1977  |                 |
| 47 | Down Will Come Baby (Part 2)        |                 | 9 novembre 1977  |                 |
| 48 | Down Will Come Baby (Part 3)        |                 | 10 novembre 1977 |                 |
| 49 | The Silencer (Part 1)               |                 | 15 novembre 1977 |                 |
| 50 | The Silencer (Part 2)               |                 | 16 novembre 1977 |                 |
| 51 | The Silencer (Part 3)               |                 | 17 novembre 1977 |                 |
| 52 | Home (Part 1)                       |                 | 22 novembre 1977 |                 |
| 53 | Home (Part 2)                       |                 | 23 novembre 1977 |                 |
| 54 | Home (Part 3)                       |                 | 24 novembre 1977 |                 |
| 55 | A Place to Stay (Part 1)            |                 | 29 novembre 1977 |                 |
| 56 | A Place to Stay (Part 2)            |                 | 30 novembre 1977 |                 |
| 57 | A Place to Stay (Part 3)            |                 | 1º dicembre 1977 |                 |
| 58 | Safe as Houses (Part 1)             |                 | 6 dicembre 1977  |                 |
| 59 | Safe as Houses (Part 2)             |                 | 7 dicembre 1977  |                 |
| 60 | Safe as Houses (Part 3)             |                 | 8 dicembre 1977  |                 |
| 61 | Street Gang (Part 1)                |                 | 13 dicembre 1977 |                 |
| 62 | Street Gang (Part 2)                |                 | 14 dicembre 1977 |                 |
| 63 | Street Gang (Part 3)                |                 | 15 dicembre 1977 |                 |
| 64 | An Upward Fall (Part 1)             |                 | 20 dicembre 1977 |                 |
| 65 | An Upward Fall (Part 2)             |                 | 21 dicembre 1977 |                 |
| 66 | An Upward Fall (Part 3)             |                 | 22 dicembre 1977 |                 |